# NV Atalaia (M-17)
O NV Atalaia é um navio-varredor operado pela Marinha do Brasil e a terceira embarcação da Classe Aratu.

## Construção
Construído na Alemanha pelo estaleiro da Abeking & Rasmussen, na cidade de Lemwerder, seguiu o projeto original da classe Schütze em uso naquele país. Foi o terceiro de uma série de seis embarcações encomendados pela Marinha do Brasil, desta classe.

## Origem do nome
O nome é uma homenagem ao município alagoano de Atalaia. Atalaia também tem o significado de vigia, sentinela ou guarda. É o primeiro navio na Marinha do Brasil a utilizar este nome.